# Aumône

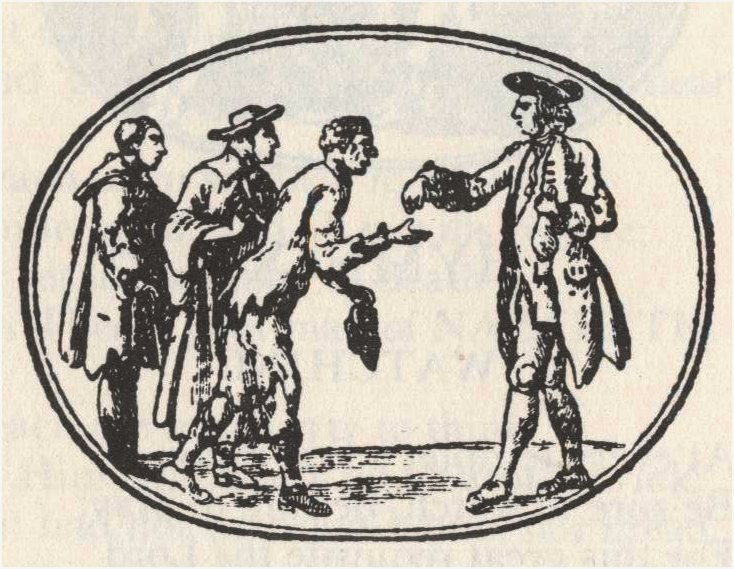
Christopher Smart - 1771

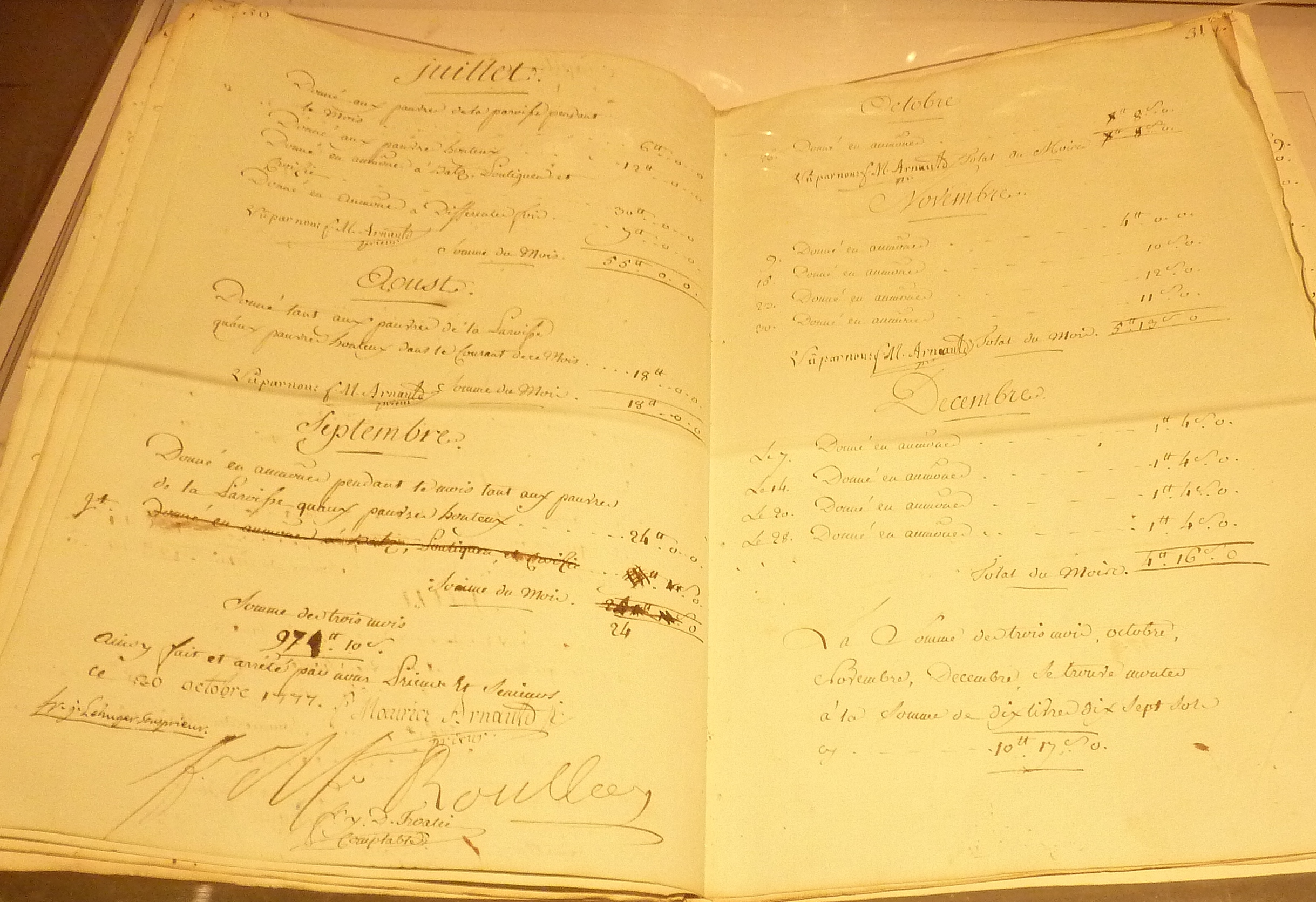
Registre du frère dépositaire de Landévennec (1777-1779) : liste des aumônes faites aux pauvres.

Pour les articles homonymes, voir Aumône (homonymie).
Pour l’article ayant un titre homophone, voir OMON.
L'aumône est une offrande aux nécessiteux sans contrepartie.

## Étymologie
Le mot aumône vient du latin populaire elemosina, du grec eleêmosunê, qui veut dire pitié, miséricorde, bienfait, d'avoir pitié.

## Aumône et religions

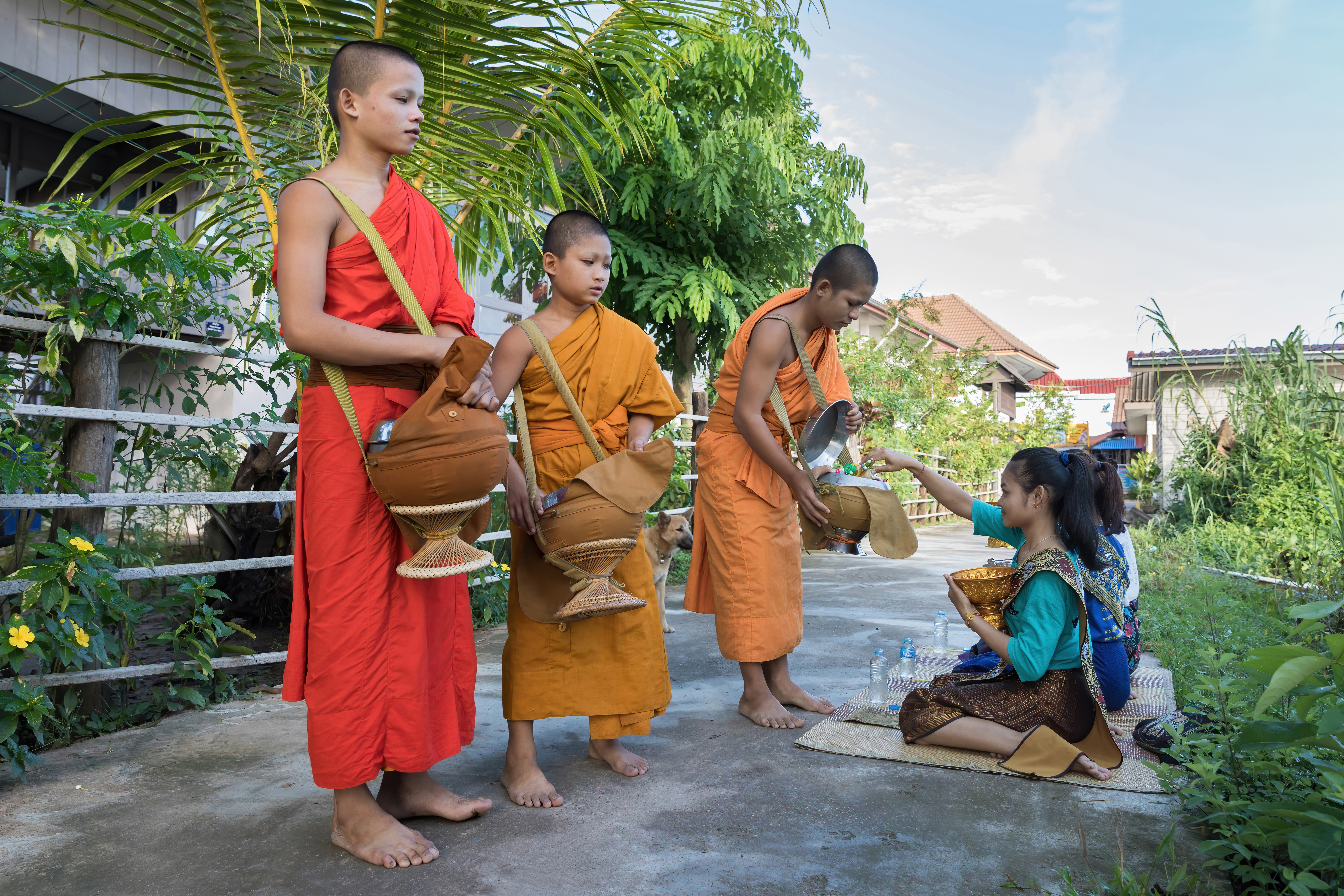
Aumône bouddhiste à Don Det (Si Phan Don, Laos). Chaque jour, tôt le matin, des enfants moines du temple sillonnent le village avec leurs bols d'aumône pour recueillir de la nourriture, préparée et offerte par les habitants, et pour réciter une courte prière en échange. Rituellement, les moines bouddhistes (voir Bhikshu) au Laos ne consomment que deux repas par jour : un le matin et un le midi. Ils jeûnent le soir. Septembre 2018.

Dans la plupart des religions, l'aumône est considérée comme une offrande à Dieu. Elle sert à libérer celui qui l'offre du péché et à compenser ses mauvaises actions, de façon à ne pas souffrir des remords de conscience.
Dans la religion musulmane, il existe ce qu'on appelle l'aumône obligatoire (zakat), qui n'est pas un don délibéré (sadaqa) mais un impôt (qui dépend des moyens et des revenus) que l'on paie chaque année directement, aux personnes dans le besoin, aux personnes qui s'occupent de récolter la zakât et pour aider sur le sentier de Dieu ou même à la famille (à l'exception de ceux qui sont à sa charge).